# بازی‌های امپراتوری و مشترک المنافع بریتانیا ۱۹۵۴
بازی‌های امپراتوری و مشترک المنافع بریتانیا در سال ۱۹۵۴ (انگلیسی: 1954 British Empire and Commonwealth Games) در ونکوور، بریتیش کلمبیا، از ۳۰ ژوئیه تا ۷ اوت ۱۹۵۴ برگزار شد. این اولین رویداد از زمان تغییر نام از بازی‌های کشورهای همسود در سال ۱۹۵۲ بود.